# 小久保正雄
小久保　正雄（こくぼ　まさお）、1934年4月8日 - 2010年6月1日）は、兵庫県津名郡北淡町（現淡路市）出身の日本の政治家、アナウンサー。元ロンドンBBCアナウンサー、兵庫県議会議員、北淡町長。

## 経歴
1954年兵庫県立津名高等学校、1958年早稲田大学政治経済学部卒業。ロンドンBBC記者兼アナウンサーとして働く。その後日本航空ローマ支店勤務。
1971年より6期連続兵庫県議会議員に当選。自民党県議団幹事長などを歴任。1994年、津名郡北淡町長に就任。就任後3か月で阪神・淡路大震災に遭遇し、震源地町長として復興に尽力した。
2004年、旭日中綬章受章。2010年死去。叙正五位。